# Jari Kurri
Jari Pekka Kurri (Helsinki, 18 maggio 1960) è un ex hockeista su ghiaccio finlandese.
Oggi è general manager dello Jokerit. È membro della Hockey Hall of Fame e della IIHF Hall of Fame. Nella sua carriera in National Hockey League ha giocato per Edmonton Oilers, Los Angeles Kings, New York Rangers, Colorado Avalanche e Anaheim Mighty Ducks. In Italia ha giocato per una stagione con i Devils Milano.

## Biografia
Ha iniziato la sua carriera da professionista con il Jokerit nella SM-liiga finlandese. Le sue prime nove stagioni e mezza in NHL le ha giocate con gli Edmonton Oilers per poi essere scambiato - dopo una stagione a Milano - con i Los Angeles Kings, dove ritrovò il vecchio compagno di squadra Wayne Gretzky. Nel 1996 entrò nuovamente in uno scambio, passando ai New York Rangers. Vi rimase però solo mezza stagione: passò, per la stagione 1996-97 si accasò ai Mighty Ducks of Anaheim, per quella successiva, l'ultima, ai Colorado Avalanche.
Kurri ha vinto cinque Stanley Cup, tutte con Edmonton (1984, 1985, 1987, 1988 e 1990). La sua miglior stagione fu quella 1984-85 quando mise a segno 135 punti e segnò 50 reti nelle sue prime 50 partite (sebbene il suo 50º incontro fosse in realtà il 53° per la squadra e pertanto Kurri non è considerato membro del ristretto club dei 50 goal in 50 game). Un anno dopo risultò in testa alla classifica dei gol in stagione regolare, con 68 reti.
I 19 gol di Kurri nei play-off del 1985 (in 18 partite) eguagliarono il record di Reggie Leach del 1976 (che però li aveva messi a segno in 16 incontri). Un altro record stabilito in quei play-off (e ancora in piedi) sono i tre hat tricks nella finale di conference.
Durante gli anni ad Edmonton era soprannominato "Finnish Flash" (soprannome ereditato poi da Teemu Selänne). Uno dei fattori che fecero sì che Kurri venisse considerato un grande giocatore, fu il fatto che giocò frequentemente in linea con Gretzky. I due avevano una grande intesa: un gol di Gretzky ogni 5 scaturiva da un assist di Kurri, mentre il 60% dei gol del finlandese erano passati per la stecca del canadese.
Dopo la partenza di Gretzky per Los Angeles nel 1988 ci fu chi pensò che il successo di Kurri fosse arrivato al termine. Tuttavia nei due anni successivi Kurri mise a segno 195 punti in 154 partite, guidando gli Oilers ad un'altra Stanley Cup nel 1990.
Al termine della carriera Kurri risultava essere il giocatore europeo ad aver messo a segno il maggior numero di punti nella storia dell'NHL: 601 reti e 797 assist, per un totale di 1398 punti. A questi vanno aggiunti 106 reti e 127 assist nei play-off, terzo in assoluto dietro a Wayne Gretzky e Mark Messier.
È stato il primo finlandese inserito nella Hockey Hall of Fame. Con i suoi 1398 punti è al diciottesimo posto di sempre, al secondo fra gli europei (il suo record è stato superato da Jaromír Jágr); è 14° nella classifica dei gol con 601.
È inoltre il secondo miglior marcatore nella storia degli Oilers (dietro al solo Gretzky) con 1043 punti in 754 incontri. Il suo numero di maglia, il 17, è stato ritirato sia dagli Oilers che dalla Finlandia. Il premio assegnato al miglior giocatore dei play-off della SM-liiga porta il suo nome. Ha sposato Miss Finlandia 1999, Vanessa Forsman, nel 2004, con la quale ha tre figli. Ha avuto inoltre due figli gemelli da un precedente matrimonio.

## Curiosità
L'ultima partita di Kurri è stata la finale per il bronzo dei Giochi olimpici di Nagano 1998, vinta per 3-2 contro il Canada in cui giocava Wayne Gretzky ed in cui mise a segno la prima rete finlandese.

## Trasferimenti
- 30 maggio 1991 - scambiato dagli Edmonton Oilers (insieme a Dave Brown e Corey Foster) con i Philadelphia Flyers per Craig Fisher, Scott Mellanby e Craig Berube.
- 30 maggio 1991 - scambiato dai Philadelphia Flyers (insieme a Jeff Chychrun) con i Los Angeles Kings per Steve Duchesne, Steve Kasper e la 4ª scelta di Los Angeles al draft 1991.
- 14 marzo 1996 - scambiato dai Los Angeles Kings (insieme a Shane Churla e Marty McSorley) con i New York Rangers per Ray Ferraro, Ian Laperriere, Nathan LaFayette, Mattias Norström e la 4ª scelta dei Rangers al draft 1997.
- 10 settembre 1996 - assunto dagli Anaheim Mighty Ducks da svincolato.
- 15 settembre 1997 - assunto dai Colorado Avalanche da svincolato.

## Premi e riconoscimenti
- 1978
  - inserito nell'All-Star Team del campionato europeo juniores
  - nominato miglior attaccante del campionato europeo juniores
- 1983- convocato per l'All-Star Game NHL
- 1984- Secondo All-Star Team NHL
- 1985
  - Lady Byng Memorial Trophy
  - Primo All-Star Team NHL
  - gioca l'All-Star Game NHL
- 1986
  - Secondo All-Star Team NHL
  - gioca l'All-Star Game NHL
- 1987- Primo All-Star Team NHL
- 1988- gioca l'All-Star Game NHL
- 1989
  - Secondo All-Star Team NHL
  - gioca l'All-Star Game NHL
- 1990- gioca l'All-Star Game NHL
- 1991- nominato nell'All Star Team dei mondiali
- 1993- gioca l'All-Star Game NHL
- 1994- nominato nell'All Star Team dei mondiali
- 1998- gioca l'All-Star Game NHL (nel World Team, composto da giocatori nati fuori dal Nord America)
- 1998 - Nominato al 50º posto nella classifica dei 100 più grandi giocatori di hockey su ghiaccio stilata dalla rivista The Hockey News (primo degli europei)
- 2001- Primo finlandese inserito nella Hockey Hall of Fame

## Statistiche

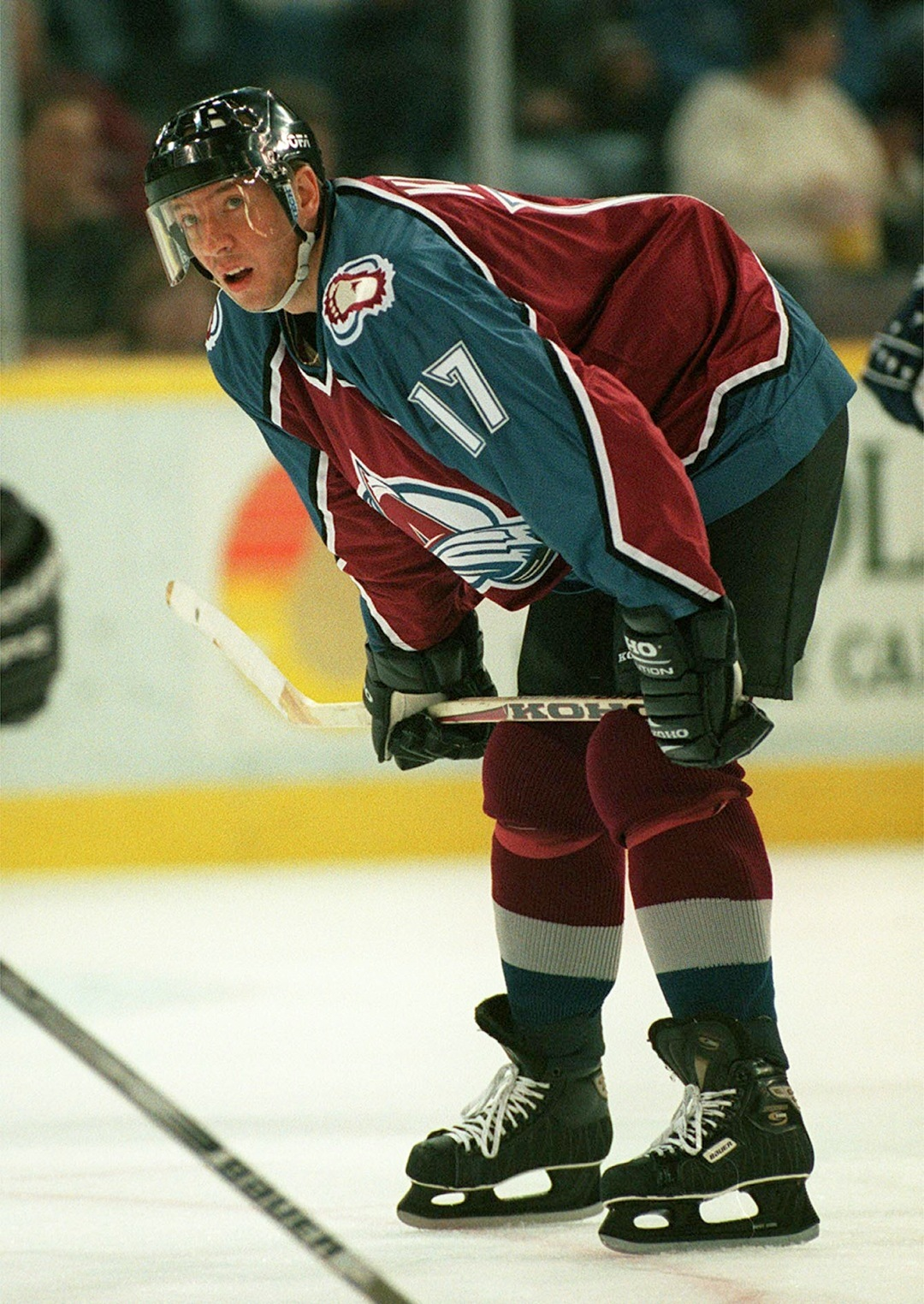
Jari Kurri con la maglia di Colorado.

| 1977-78    | Jokerit                 | SM-liiga   | 29   | 2   | 9   | 11   | 12  | 6   | 1   | 7   | 8   | 2   |
| 1978-79    | Jokerit                 | SM-liiga   | 33   | 16  | 14  | 30   | 12  | --  | --  | --  | --  | --  |
| 1979-80    | Jokerit                 | SM-liiga   | 33   | 23  | 16  | 39   | 22  | --  | --  | --  | --  | --  |
| 1980-81    | Edmonton Oilers         | NHL        | 75   | 32  | 43  | 75   | 40  | 9   | 5   | 7   | 12  | 4   |
| 1981-82    | Edmonton Oilers         | NHL        | 71   | 32  | 54  | 86   | 32  | 5   | 2   | 5   | 7   | 10  |
| 1982-83    | Edmonton Oilers         | NHL        | 80   | 45  | 59  | 104  | 22  | 16  | 8   | 15  | 23  | 8   |
| 1983-84    | Edmonton Oilers         | NHL        | 64   | 52  | 61  | 113  | 14  | 19  | 14  | 14  | 28  | 13  |
| 1984-85    | Edmonton Oilers         | NHL        | 73   | 71  | 64  | 135  | 30  | 18  | 19  | 12  | 31  | 6   |
| 1985-86    | Edmonton Oilers         | NHL        | 78   | 68  | 63  | 131  | 22  | 10  | 2   | 10  | 12  | 4   |
| 1986-87    | Edmonton Oilers         | NHL        | 79   | 54  | 54  | 108  | 41  | 21  | 15  | 10  | 25  | 20  |
| 1987-88    | Edmonton Oilers         | NHL        | 80   | 43  | 53  | 96   | 30  | 19  | 14  | 17  | 31  | 12  |
| 1988-89    | Edmonton Oilers         | NHL        | 76   | 44  | 58  | 102  | 69  | 7   | 3   | 5   | 8   | 6   |
| 1989-90    | Edmonton Oilers         | NHL        | 78   | 33  | 60  | 93   | 48  | 22  | 10  | 15  | 25  | 18  |
| 1990-91    | HC Devils Milano        | ITA        | 30   | 27  | 48  | 75   | 6   | 10  | 10  | 12  | 22  | 2   |
| 1991-92    | Los Angeles Kings       | NHL        | 73   | 23  | 37  | 60   | 24  | 4   | 1   | 2   | 3   | 4   |
| 1992-93    | Los Angeles Kings       | NHL        | 82   | 27  | 60  | 87   | 38  | 24  | 9   | 8   | 17  | 12  |
| 1993-94    | Los Angeles Kings       | NHL        | 81   | 31  | 46  | 77   | 48  | --  | --  | --  | --  | --  |
| 1994-95    | Jokerit                 | SM-liiga   | 20   | 10  | 9   | 19   | 10  | --  | --  | --  | --  | --  |
|            | Los Angeles Kings       | NHL        | 38   | 10  | 19  | 29   | 24  | --  | --  | --  | --  | --  |
| 1995-96    | Los Angeles Kings       | NHL        | 57   | 17  | 23  | 40   | 37  | --  | --  | --  | --  | --  |
|            | New York Rangers        | NHL        | 14   | 1   | 4   | 5    | 2   | 11  | 3   | 5   | 8   | 2   |
| 1996-97    | Mighty Ducks of Anaheim | NHL        | 82   | 13  | 22  | 35   | 12  | 11  | 1   | 2   | 3   | 4   |
| 1997-98    | Colorado Avalanche      | NHL        | 70   | 5   | 17  | 22   | 12  | 4   | 0   | 0   | 0   | 0   |
| NHL Totals | NHL Totals              | NHL Totals | 1251 | 601 | 797 | 1398 | 545 | 200 | 106 | 127 | 233 | 123 |